# Ann Chumaporn
Chumaporn Taengkliang (Tailandès: ชุมาพร แต่งเกลี้ยง), també coneguda com a Ann Waaddao Chumaporn (อรรณว์ (วาดดาว)) és una activista tailandesa pels drets LGBTQ i fundadora de Naruemit Pride, l'organitzador del Bangkok Pride.
Des de la província de Nakhon Sri Thammarat, Chumaporn va cofundar Togetherness for Equality Action (TEA), una ONG dirigida per dones, i va cofundar Women for Freedom and Democracy.
Chumaporn va fundar Nauremit Pride el 2022 i ha organitzat esdeveniments posteriors de l'orgull a Bangkok. Va exercir com a portaveu de la comissió parlamentària de la Llei d'igualtat matrimonial. Després de la legalització del matrimoni entre persones del mateix sexe a Tailàndia, Chumaporn té previst celebrar un casament massiu per a més de 1.000 parelles LGBT el 22 de gener de 2025.

## Premis
El desembre de 2024, Ann Chumaporn va ser inclosa a la llista de les 100 dones de la BBC.